# St.-Magnus-Kathedrale

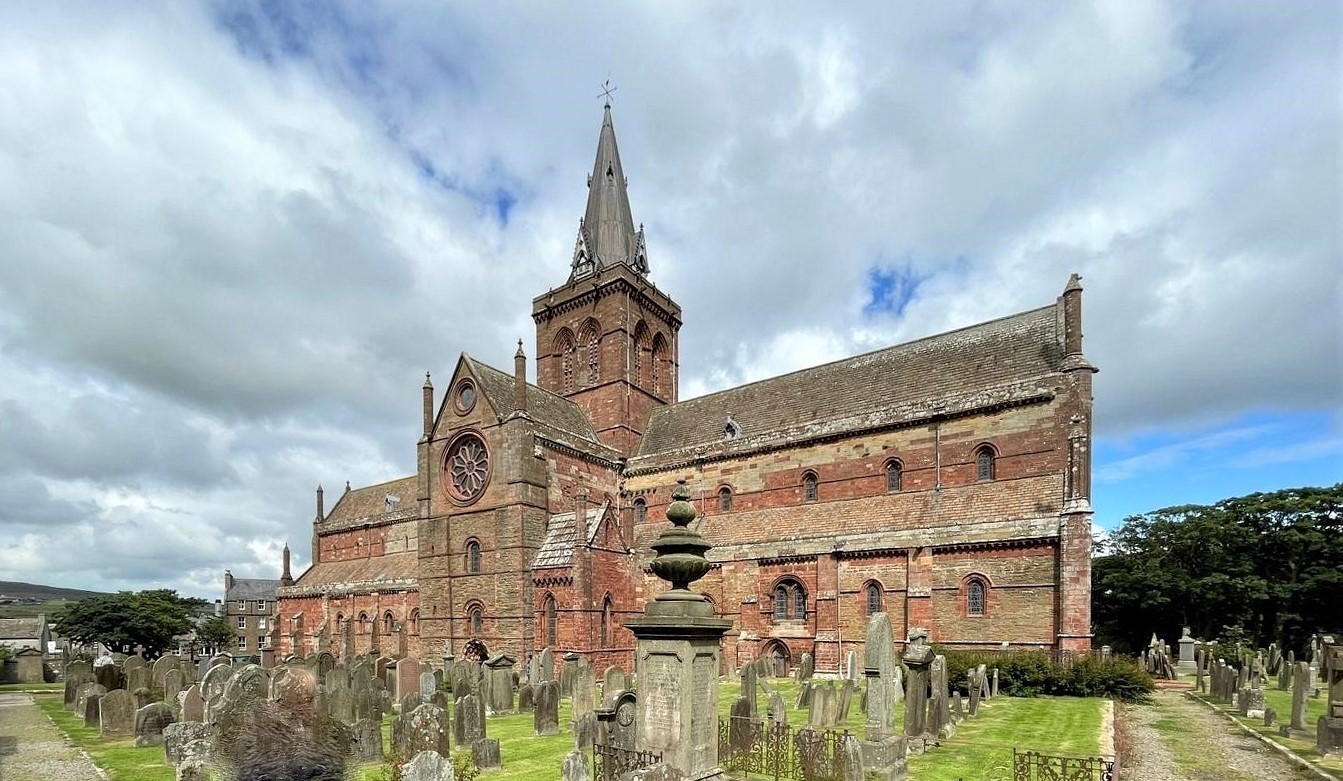
St.-Magnus-Kathedrale

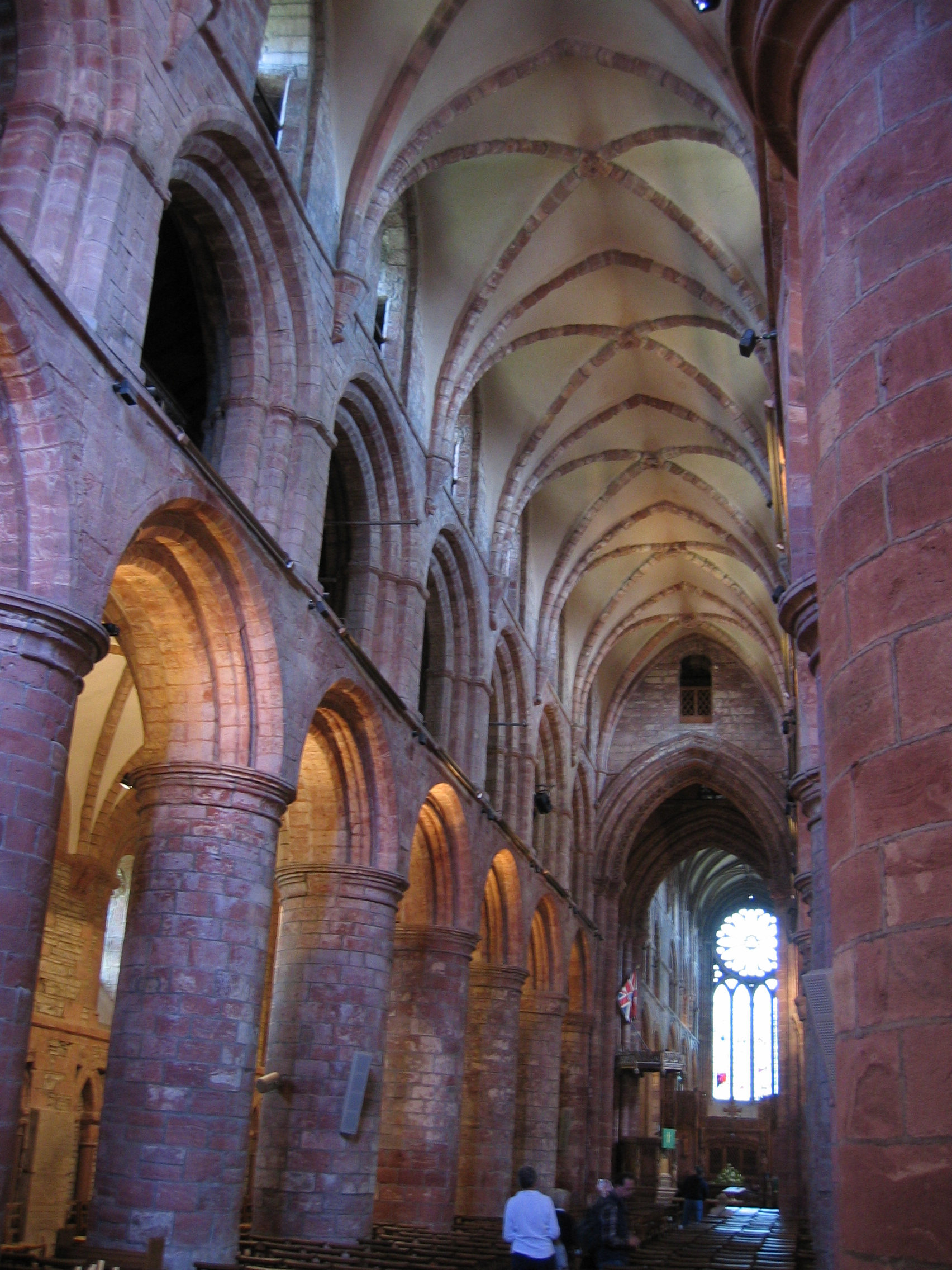
Das Innere mit den normannischen Säulen

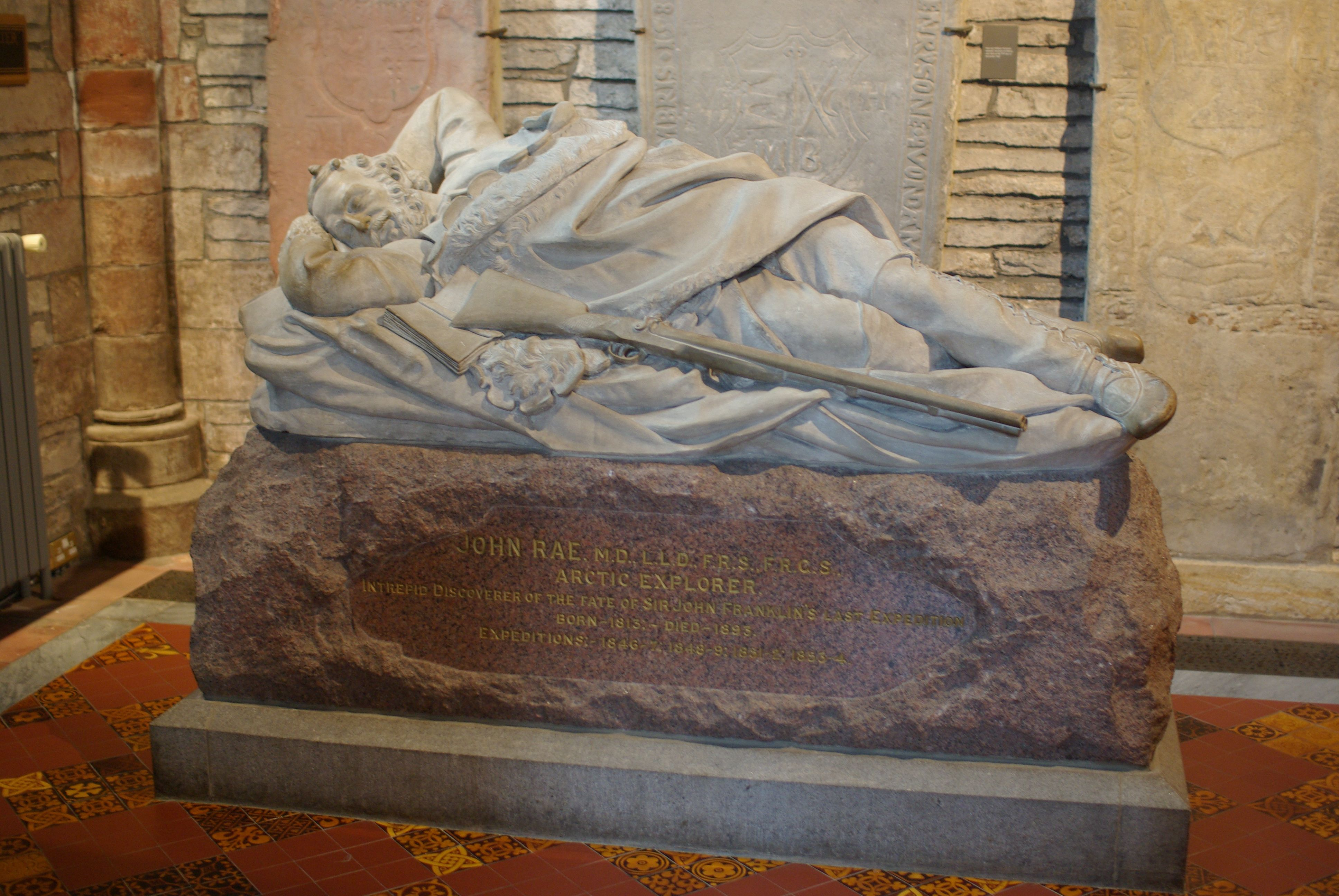
Denkmal für den Arktisforscher John Rae in der Kathedrale

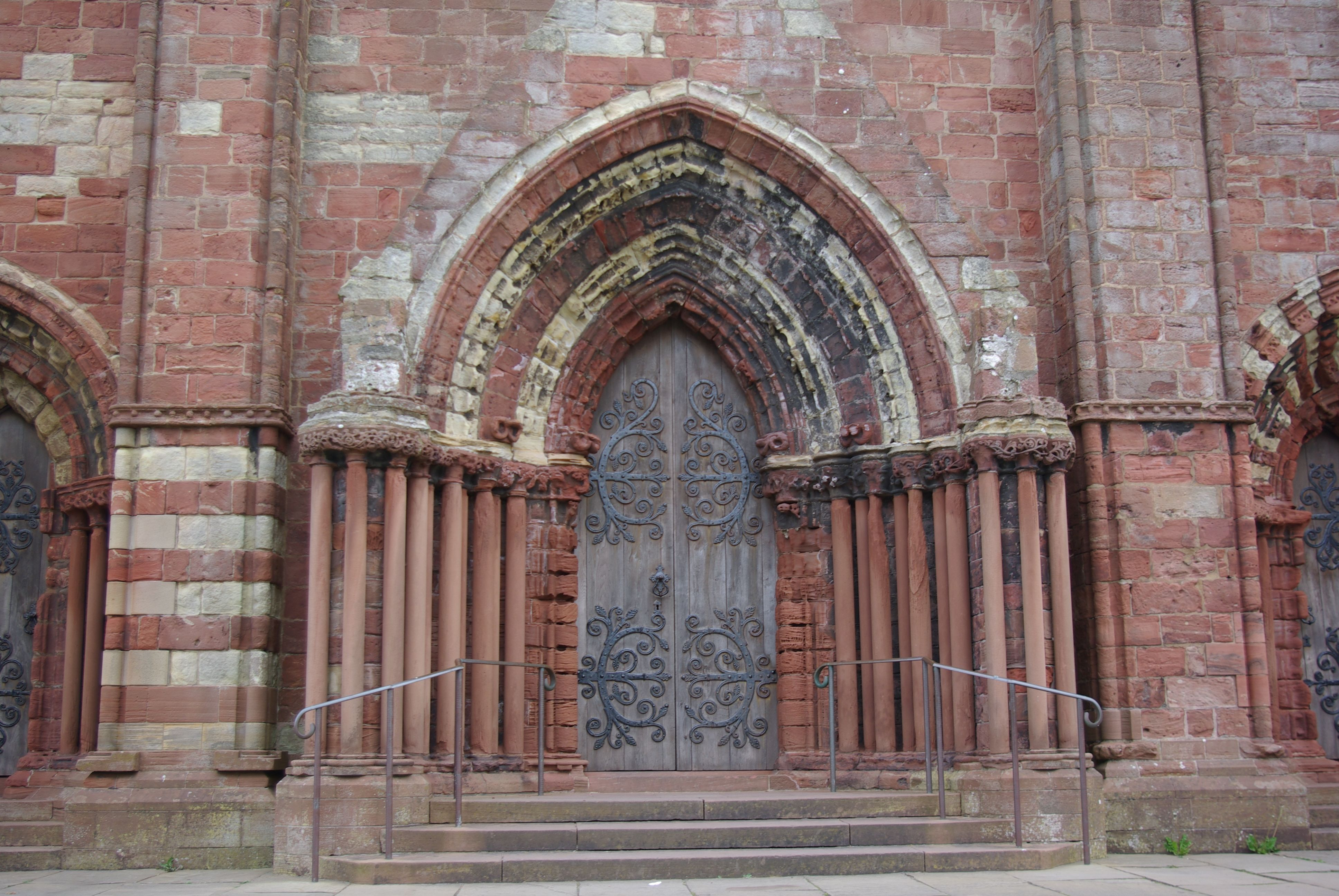
Das Hauptportal

Die St.-Magnus-Kathedrale  der Church of Scotland ist die Kathedrale der Stadt Kirkwall auf Orkney in Schottland. Die Kathedrale ist nach St. Magnus benannt. Sie beherbergt die sterblichen Reste des Heiligen. Die Kathedrale ist bekannt als „Das Licht des Nordens“.

## Geschichte
Im Jahre 1137 wurde die Kathedrale von Jarl Rögnvald Kali Kolsson gestiftet. Die Kirche wurde dem Patronat des  heiligen Magnus Erlendsson, einem Onkel des Stifters, anvertraut. Vor der Reformation gehörte die Kathedrale zur Erzdiözese Trondheim. 1468 kam Orkney zum schottischen Königreich. 1486 wurde die Kathedrale den Bewohnern von Kirkwall übergeben. Im Zuge der Reformation in Schottland wurde der Gottesdienst an der Kathedrale 1560 reformiert. Doch gab es, anders als an vielen Kirchen auf dem schottischen Festland keinen Bildersturm. Fortan, bis 1688, war die St.-Magnus-Kathedrale die Bischofskirche der Church of Scotland. Nachdem der episkopal gesinnte Bischof 1688 sein Amt verlassen hatte, wurde die Kathedrale zu einer presbyterianischen Kirche. Heute wird die Kathedrale von der Church of Scotland genutzt.
Renovierungen fanden in den 1850er Jahren sowie zwischen 1900 und 1925 statt. In diesen Jahren wurden ein neuer Fußboden, die Fenster und der Vierungsturm hinzugefügt. In den 1970er Jahren wurde die Kathedrale stabilisiert, da sie geringfügig in Richtung Westen abgesackt war.

## Architektur
Die ältesten Teile der Kathedrale sind das Querschiff, der Chor und die Ostseite des Mittelschiffes. Die Kathedrale ist in einem Stilgemisch von nordwesteuropäischen, romanisch-normannischen und frühen gotischen Stilen erbaut worden. Die Ostseite schloss im 12. Jahrhundert in einer Apsis. Über den Westbau sind nur Vermutungen bekannt. So soll eine doppeltürmige Fassade im 13. Jahrhundert geplant worden sein. Im Westen befinden sich die jüngsten Teile der Kathedrale.

## Inneres
Das Mittelschiff ist geprägt durch die massiven Säulen im normannischen Stil. Die Seitenschiffe zeichnen sich durch Grabsteine aus dem 17. Jahrhundert aus. Der Hochchor wurde in den 1960er Jahren dem Andenken des Gründers der Kathedrale, St. Rognvald, gewidmet. Im Hochchor befindet sich zudem ein Denkmal des Arktisforschers John Rae. Die Vierung wird von frühgotischen Säulen dominiert. Diese Säulen tragen den Turm.

## Orgel
Die Orgel wurde 1926 von der Orgelbaufirma Henry Willis & Sons in einem von George Mackie Watson entworfenen Orgelprospekt erbaut. 1969 wurde das Instrument reorganisiert, und die Chororgel zu einem Positiv-Werk der Hauptorgel umgestaltet. Das Instrument hat heute 42 Register auf drei Manualen und Pedal.
| I Great Organ C–g3 |                      |        |
| 1.                 | Double Open Diapason | 16′    |
| 2.                 | Open Diapason        | 8′     |
| 3.                 | Stopped Diapason     | 8′     |
| 4.                 | Principal            | 4′     |
| 5.                 | Stopped Flute        | 4′     |
| 6.                 | Twelfth              | 2 ⁄3′  |
| 7.                 | Fifteenth            | 2′     |
| 8.                 | Seventeenth          | 1 3⁄5′ |
| 9.                 | Harmonics IV         |        |
| 10.                | Tromba               | 8′     |

| II Swell Organ C–g3 |                    |     |
| 11.                 | Geigen Diapason    | 8′  |
| 12.                 | Rohr Flute         | 8′  |
| 13.                 | Viola da Gamba     | 8′  |
| 14.                 | Voix Célestes      | 8′  |
| 15.                 | Gemshorn           | 4′  |
| 16.                 | Principal          | 2′  |
| 17.                 | Chorus Mixture III |     |
| 18.                 | Waldhorn           | 16′ |
| 19.                 | Trumpet            | 8′  |
| 20.                 | Hautboy            | 8′  |
| 21.                 | Clarion            | 4′  |
|                     | Tremulant          |     |

| III Positif Organ C–g3 |                  |        |
| 22.                    | Rohrholz Gedackt | 8′     |
| 23.                    | Dulciana         | 8′     |
| 24.                    | Spindle Flöte    | 4′     |
| 25.                    | Nazat            | 2 ⁄3′  |
| 26.                    | Blockflöte       | 2′     |
| 27.                    | Terz             | 1 3⁄5′ |
| 28.                    | Krummhorn        | 8′     |
| 29.                    | Tromba           | 8′     |
|                        | Tremulant        |        |

| Pedal Organ C–f1 |                 |     |
| 30.              | Sub-Bass        | 32′ |
| 31.              | Major Bass      | 16′ |
| 32.              | Great Diapason  | 16′ |
| 33.              | Bourdon         | 16′ |
| 34.              | Grand Principal | 8′  |
| 35.              | Flute           | 8′  |
| 36.              | Octave          | 4′  |
| 37.              | Octave Flute    | 4′  |
| 38.              | Piccolo         | 2′  |
| 39.              | Trombone        | 16′ |
| 40.              | Waldhorn        | 16′ |
| 41.              | Tromba          | 8′  |
| 42.              | Horn            | 4′  |